# Tartagal

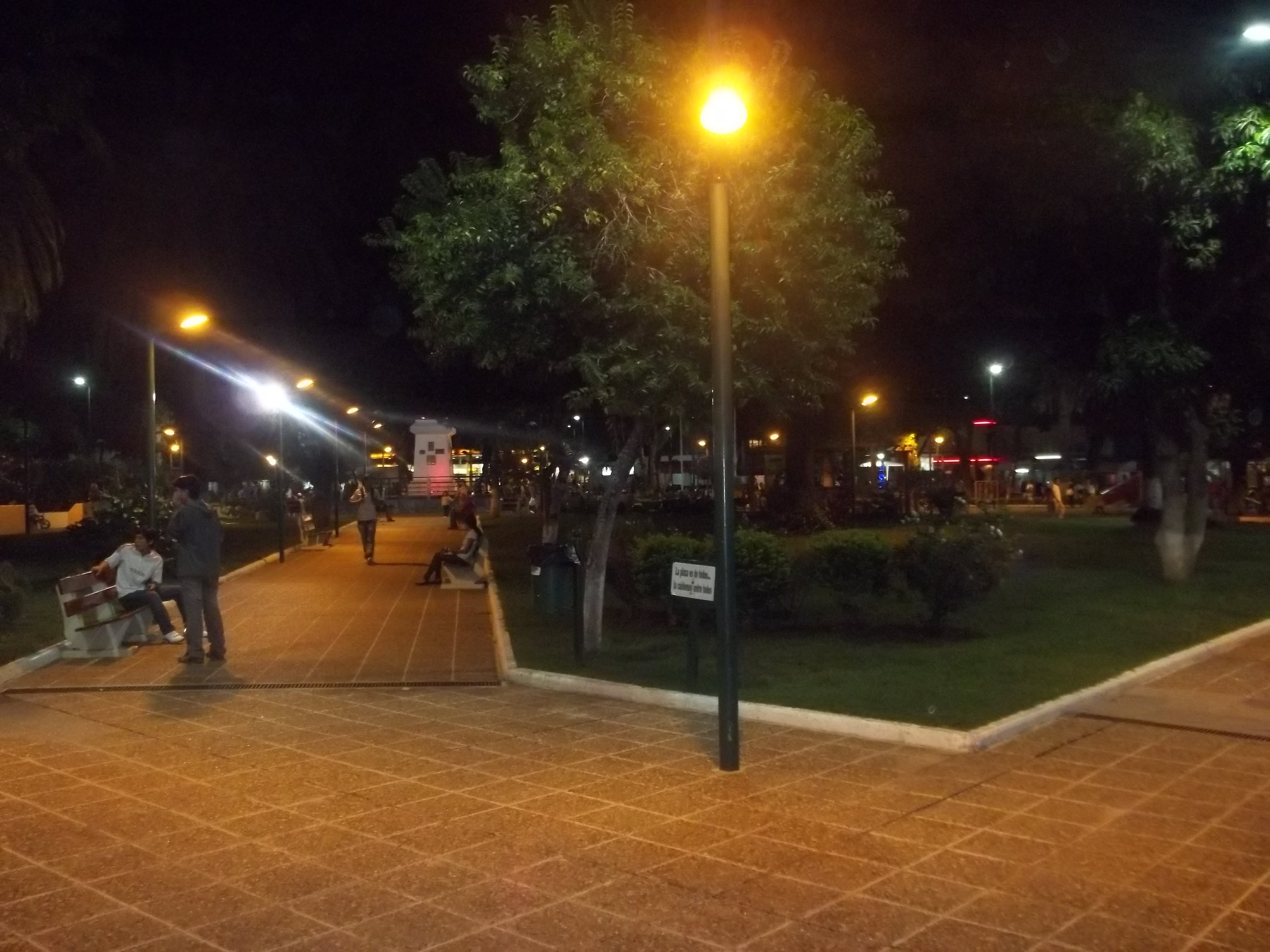
Praça de San Mantín, principal centro de lazer da cidade.

Tartagal é um município da província de Salta, na Argentina.